# Lake Rotokino
Der Lake Rotokino ist ein See in der Region West Coast auf der Südinsel von Neuseeland.

## Geographie
Der Lake Rotokino befindet sich rund 5,7 km südöstlich der Saltwater Lagoon und rund 13 km östlich der Ōkārito Lagoon. Der Waitangitaona River, mit seinen Verästelungen im Flussbett, passiert den See an seiner Südwestseite in einem Abstand von gut einem Kilometer. Mit einer Flächenausdehnung von rund 1,52 km² erstreckt sich der Lake Rotokino über eine Länge von rund 2,5 km in Nordnordost-Südsüdwest-Richtung und misst an seiner breitesten Stelle rund 730 m ist Ost-West-Richtung. Der auf einer Höhe von 29 m liegende See weist einen Seeumfang von rund 8,3 km auf.
Der See wird neben wenigen kleinen Bächen durch den Zulauf vom südsüdöstlich liegenden See White Heron Lagoon gespeist. Der Abfluss geschieht über den Rotokino River an der nordwestlichen Seite des Sees.